# Darío Castrillón Hoyos
Darío Castrillón Hoyos (ur. 4 lipca 1929 w Medellín, zm. 18 maja 2018 w Rzymie) – kolumbijski duchowny rzymskokatolicki, doktor prawa kanonicznego, biskup koadiutor Pereira w latach 1971–1976, biskup diecezjalny Pereira w latach 1976–1992, arcybiskup metropolita Bucaramangi w latach 1992–1996, pro-prefekt Kongregacji ds. Duchowieństwa w latach 1996–1998, kardynał od 1998 (najpierw w stopniu diakona, w 2008 promowany do stopnia prezbitera), prefekt Kongregacji ds. Duchowieństwa w latach 1998–2006, przewodniczący Papieskiej Komisji „Ecclesia Dei” w latach 2000–2009, protodiakon Kolegium Kardynalskiego w latach 2007–2008.

## Życiorys
Studiował w seminarium w Antioquia (koło Medellín) i Santa Rosa de Osos, święcenia kapłańskie przyjął 26 października 1952 w Rzymie. Kontynuował studia w Rzymie, na Papieskim Uniwersytecie Gregoriańskim obronił doktorat z prawa kanonicznego; ponadto studiował na Wydziale Socjologii Uniwersytetu Katolickiego w Louvain (Belgia). Po powrocie do Kolumbii pracował jako duszpasterz, działał w organizacji Legion Maryi, był wysokim urzędnikiem kurii diecezjalnej Santa Rosa de Osos oraz diecezjalnym koordynatorem Akcji Katolickiej. Zajmował się także problematyką katechetyczną oraz pełnił funkcję sekretarza generalnego Episkopatu Kolumbii.
2 czerwca 1971 został mianowany biskupem koadiutorem Pereira (z prawem następstwa), otrzymał stolicę tytularną Villa Regis i odebrał sakrę biskupią 18 lipca 1971 z rąk arcybiskupa Angelo Palmasa, nuncjusza w Kolumbii. 1 lipca 1976 został ordynariuszem Pereira (poprzedni biskup, Baltasar Alvarez Restrepo, przeszedł w stan spoczynku). W latach 1983–1987 był sekretarzem generalnym, a 1987–1991 przewodniczącym Rady Episkopatów Latynoamerykańskich CELAM (brał udział w IV konferencji generalnej Episkopatów Latynoamerykańskich w Santo Domingo w październiku 1992). W grudniu 1992 został promowany na stolicę arcybiskupią Bucaramanga. Brał udział w wielu sesjach Światowego Synodu Biskupów w Watykanie, m.in. w sesji specjalnej dla Kościoła w Ameryce w listopadzie i grudniu 1997 pełnił funkcję jednego z prezydentów-delegatów.
W czerwcu 1996 przeszedł do pracy w Kurii Rzymskiej. Został pro-prefektem Kongregacji Duchowieństwa i w związku z tą nominacją zrezygnował z rządów archidiecezją Bucamaranga. 21 lutego 1998 Jan Paweł II wyniósł go do godności kardynalskiej, nadając diakonię Santissimo Nome di Maria al Foro Traiano. Po nominacji kardynalskiej Castrillón Hoyos został pełnoprawnym prefektem Kongregacji Duchowieństwa, a w kwietniu 2000 objął dodatkowo funkcję prezydenta Papieskiej Komisji Ecclesia Dei. Reprezentował papieża na uroczystościach religijnych i rocznicowych w charakterze specjalnego wysłannika.
Po śmierci Jana Pawła II (2 kwietnia 2005) dalsze pełnienie przez kardynała Castrillóna Hoyosa funkcji prefekta Kongregacji Duchowieństwa i prezydenta Papieskiej Rady Ecclesia Dei uległo zawieszeniu; kardynał był wymieniany w gronie papabile, faworytów do następstwa po zmarłym papieżu na konklawe 2005. Nowy papież Benedykt XVI powierzył mu ponownie funkcję prefekta.
31 października 2006 papież przyjął jego rezygnację z funkcji prefekta Kongregacji Duchowieństwa (w związku z osiągnięciem przez kardynała wieku emerytalnego); nowym prefektem został brazylijski kardynał Cláudio Hummes OFM. W lutym 2007 kardynałowi Castrillónowi Hoyosowi przypadł tytuł kardynała protodiakona (po osiągnięciu 80 lat przez kardynała Jorge Medinę Esteveza). 1 marca 2008 został promowany do rangi kardynała prezbitera.
Zmarł 18 maja 2018 w Rzymie po długiej i ciężkiej chorobie.